# Andrew Schally
Andrew Schally, właśc. Andrzej Wiktor Schally (ur. 30 listopada 1926 w Wilnie, zm. 17 października 2024 w Miami Beach) – amerykański biochemik i lekarz pochodzenia polskiego, laureat Nagrody Nobla w dziedzinie fizjologii lub medycyny za rok 1977.

## Życiorys
Jest synem Kazimierza (generała Wojska Polskiego, osadnika wojskowego w osadzie Gnojownica na Grodzieńszczyźnie, szefa gabinetu prezydenta Mościckiego) i Marii z Łąckich. Okres II wojny światowej spędził w Rumunii, w 1945 dostał się przez Włochy i Francję do Anglii i Szkocji. Studiował chemię na University of London, następnie medycynę w londyńskim National Institute for Medical Research. W 1952 wyjechał do Kanady, gdzie uzupełniał studia na McGill University w Montrealu – w 1957 obronił doktorat i wyjechał do USA. W latach 1957–1962 pracował na uniwersytecie Baylora w Waco, a od 1962 w Nowym Orleanie. Był tam kierownikiem laboratorium polipeptydów i endokrynologii w Szpitalu Weteranów oraz profesorem Tulane University. W 1962 przyjął obywatelstwo amerykańskie.
W 1975 otrzymał Nagrodę Laskera, a w 1977 – Nagrodę Nobla w dziedzinie fizjologii lub medycyny za odkrycie zjawiska wydzielania hormonów w podwzgórzu mózgu oraz badanie ich budowy i czynności, co zapoczątkowało neuroendokrynologię. Wraz z nim wyróżniony został Roger Guillemin, a niezależnie od obu naukowców połowę nagrody za badania nad RIA otrzymała Rosalyn Sussman Yalow.
Został wyróżniony doktoratem honoris causa przez blisko 20 wyższych uczelni, m.in. Uniwersytet Jagielloński.
W 2021 odznaczony Krzyżem Komandorskim Orderu Zasługi Rzeczypospolitej Polskiej.
Zmarł 17 października 2024 w swoim domu, w Miami Beach.